# Graça (álbum de Paulo César Baruk)
Graça é o décimo segundo trabalho musical do cantor cristão Paulo César Baruk, lançado em maio de 2014 pela gravadora Sony Music Brasil.
O álbum contou com as participações dos cantores Lito Atalaia, Daniela Araújo e Marcela Tais,[carece de fontes?] contendo músicas inéditas, algumas assinadas pelo cantor e regravações, como "Nele Você Pode Confiar" (do Rebanhão) e "Flores em Vida".
Juntamente com o lançamento Criador do Mundo, da cantora Daniela Araújo, o disco Graça liderou as vendas no iTunes Brasil durante quatro dias consecutivos, e recebeu destaque na mídia não-religiosa. Foi bem recebido pela crítica e gerou, mais tarde, outros trabalhos derivados, de títulos Graça para Ninar, Graça Quase Acústico (rs) e Graça ao Vivo.

## Lançamento e recepção
| Críticas profissionais | Críticas profissionais |
| Avaliações da crítica  | Avaliações da crítica  |
| Fonte                  | Avaliação              |
| ---------------------- | ---------------------- |
| Super Gospel           | [ 6 ]                  |
| O Propagador           | 8.6/10                 |

Graça foi liberado em maio de 2014 pela gravadora Sony Music Brasil e recebeu aclamação da mídia especializada. O projeto recebeu uma avaliação favorável do portal Super Gospel. Segundo o texto, o álbum "vai descaradamente de Janires até John Mayer e tudo bem: As canções em si são potentes, divertidas, quentes e provocantes como poucas nos últimos anos.". O site O Propagador definiu o disco como "meticulosamente pensado, cuidado" e sem propostas óbvias.
Em 2019, foi eleito pelo Super Gospel o 8º melhor álbum da década de 2010.

## Faixas
1. Graça Soberana (Prelúdio)
2. Sobre a Graça
3. Perdão
4. Senhor, Eu Preciso (Lord I Need You)
5. Filho de Deus (Bless The Lord [Son of Man])
6. Tu És o Meu Deus
7. Assim Eu Sou (part. Daniela Araújo)
8. Nossa Riqueza
9. Nele Você Pode Confiar (part. Lito Atalaia)
10. Ele Continua Sendo Bom (part. Marcela Taís)
11. É de Coração (Listen To Our Hearts)
12. Do Avesso
13. A Mídia (Interlúdio)
14. Seven Days (Interlúdio Groove) (part. Lito Atalaia)
15. Amor de Pai
16. Sou Livre
17. Minha Adoração
18. Aleluia, Tu És Digno
19. Flores em Vida (Faixa Bônus)